# Michał Kołacz
Michał Kołacz (ur. 28 lutego 1912 w Sarnach, zm. 4 grudnia 1977) – major, funkcjonariusz NKWD, oficer aparatu bezpieczeństwa PRL.
W latach 1933–1935 służył w 22. pułku ułanów w Brodach i w KOP. Od zajęcia we wrześniu 1939 r. Lwowa przez Armię Czerwoną do ataku na ZSRR pracownik sowieckiej Milicji Robotniczej, a następnie lwowskiego NKWD. Absolwent rozpoczętego wiosną 1944 r. specjalnego kursu NKWD w Kujbyszewie przygotowującego kadry komunistycznego aparatu bezpieczeństwa. Następnie naczelnik Wydziału I Wojewódzkiego Urzędu Bezpieczeństwa Publicznego w Rzeszowie (1945–1948), szef PUBP w Przemyślu (1948–1951), Nisku (1951–1952) i Legnicy (1953–1956). Od 28 listopada 1956 do 31 marca 1961 naczelnik wydziału w Komendzie Wojewódzkiej MO we Wrocławiu.
Uchwałą Prezydium KRN z 17 września 1946 odznaczony Srebrnym Krzyżem Zasługi. Otrzymał także Srebrny Medal „Zasłużonym na Polu Chwały”.